# OwnCloud
ownCloud ist eine Open-Source-Plattform, die das Speichern, Verteilen und gleichzeitige Bearbeiten von Daten (Filehosting) auf eigenen Servern und Endgeräten ermöglicht. 
Die Software synchronisiert automatisch Clients und Server, sodass Anwender mit einem konsistenten Datenbestand arbeiten können. Office-Dokumente, Bilddateien und ähnliches lassen sich über eine Weboberfläche, lokal installierte Anwendungen oder mobile Geräte bearbeiten. 
Zudem unterstützt ownCloud die Zusammenarbeit über Unternehmensgrenzen hinweg und in föderierten Netzwerken. Durch die Open-Source-Architektur sollen Datenschutz, Sicherheit und Skalierbarkeit für Cloud-Anwender gewährleistet werden, inklusive der Möglichkeit zur selbständigen Installation.

## Geschichte
Das ownCloud-Projekt wurde 2010 von Frank Karlitschek gegründet. Mit Markus Rex und Holger Dyroff gründete er später das gleichnamige Unternehmen, welches hinter der weiteren Entwicklung stehen sollte.
2016 verließ Karlitschek das Unternehmen. Auf Basis der Open-Source-Lizenzen forkte er ownCloud, um das Projekt Nextcloud zu gründen. Anfangs noch interoperabel, entwickelten sich die Projekte zunehmend in verschiedene Richtungen. Das ownCloud-Projekt konzentrierte sich zunehmend auf Nutzer aus dem öffentlichen und wissenschaftlichen Bereich.
2022 wurde ownCloud Infinite Scale fertiggestellt; eine Implementierung von ownCloud in Go als Microservices-Architektur und einem Frontend in Vue.js, die durch die Vorteile der Programmiersprache schneller und nebenläufig betrieben werden kann. Die bisherige Implementierung ownCloud 10, die sich an Privatanwender und Webhoster mit einem LAMP-Stack richtet, wird weiterhin angeboten.
Ende 2023 wurde das Unternehmen hinter ownCloud von Kiteworks LLC übernommen. Das Projekt sollte quelloffen bleiben.
Anfang 2024 wurde ownCloud vom CERN, die Europäische Cloud für offene Wissenschaft, das Wissenschaftsnetzwerk Nordrhein-Westfalen mit 22 Universitäten (Sciebo), die bayerischen Kommunen in der „Bayernbox“ des Landesamtes für Digitalisierung, Breitband und Vermessung und in der BayernCloud Schule verwendet.

### Rückzug aus ownCloud 10
Obwohl ownCloud 10 von dem Unternehmen hinter dem Projekt nicht offiziell abgekündigt wurde, wurde die Weiterentwicklung faktisch eingestellt. Neue Funktionen wurden nicht mehr entwickelt. Eine Ankündigung des Unternehmens dokumentiert, dass die Unterstützung aktueller PHP-Versionen nach PHP 7.4 aufgegeben wird. Auch die 2023 begonnenen Arbeiten zur Umstellung von ownCloud 10 auf eine aktuelle PHP-Version wurden mit Verweis auf fehlendes Interesse eingestellt. Die Entwickler von PHP haben die Unterstützung für ihre Version 7.4 bereits im Dezember 2022 eingestellt.
Die Entwicklergemeinschaft reagierte größtenteils enttäuscht auf die mangelnde Kommunikation und den schleichenden Rückzug aus dem klassischen Codezweig. Die Abkehr von der PHP-Architektur und der Community-basierten Entwicklung wird vielfach als Bruch mit der ursprünglichen Open-Source-Ausrichtung des Projekts verstanden.
Der Fork Nextcloud setzt die Arbeit auf Basis der ursprünglichen Version von ownCloud als Anwendung im LAMP-Stack fort und hat sich unabhängig von ownCloud weiter fortentwickelt.

## Sync-Clients und Plattformen
ownCloud-Desktop-Clients gibt es für macOS, Windows, Linux, BSD und andere unixoide Betriebssysteme. Außerdem existieren Apps für die gängigen mobilen Betriebssysteme. Diese sind auch quelloffen verfügbar.
Den ownCloud-Server gibt es via Github, als Docker-Image und als Pakete in gängigen Linux-Distributionen sowie von der Webseite. ownCloud ist für Linux optimiert, Versionen älter als ownCloud 8 ließen sich auch auf Windows installieren. Infinite Scale läuft auch auf macOS und über das Windows-Subsystem for Linux auf Microsoft-Windows-Systemen.

## Funktionsumfang
ownCloud unterstützt folgende Funktionen:
- Dateiablage in herkömmlichen Verzeichnisstrukturen (auch über WebDAV)
- Zwei-Faktor-Authentifizierung
- Passwort-Richtlinien
- Brute-Force-Schutz
- Einbindung von externen Speichern, zum Beispiel FTP, Dropbox, Amazon S3, WebDAV
- Verschlüsselung der Daten auf dem Server sowie eine verschlüsselte Übertragung per SSL/TLS
- anonymes Hochladen (kein Benutzerkonto erforderlich)
- Spaces: Neu entwickeltes, benutzerunabhängiges Konzept für gemeinsam genutzte Ordner[27]
- Synchronisation durch Desktop-Clients
- Teilen von Dateien und Ordnern mit anderen Benutzern, Gruppen oder über öffentliche URLs
- Kalender (auch als CalDAV)
- Integration von Collabora Online, einer auf LibreOffice basierenden Online-Office-Applikation
- Integration von OnlyOffice
- Aufgabenplaner (To-Do-Listen)
- Adressbuch (auch als CardDAV)
- Musikwiedergabe
- Fotogalerie
- Betrachter für PDF- und Microsoft-Office-Dateien
- Lesezeichenverwaltung
- Benutzer-, Gruppen- und Rechteverwaltung (erweiterbar, zum Beispiel zur Authentifizierung mit LDAP)
- Authentifizierung mit OAuth2[28]
- Anpassen des Erscheinungsbilds (Theming)
- virtuelles Dateisystem
- MSI-Pakete für erleichterte Installation auf Windows
- Gast-Accounts
- Ad-hoc-Gruppen
- Speicherverschlüsselung mit HSM
- Integritätsprüfung beim Dateitransfer

### Erweiterungen
Da die Software modular aufgebaut ist, lässt sie sich durch ein Plugin-System um beliebige Funktionalitäten erweitern. Über eine vom Hersteller betriebene Plattform können Entwickler ihre Erweiterungen anderen Benutzern zur Installation anbieten. Diese Plattform kommuniziert mit den ownCloud-Instanzen über ein offenes Protokoll.
Mit Hilfe der Erweiterungen können unter anderem folgende Funktionalitäten hinzugefügt werden:
- Kalender (auch als CalDAV)
- Adressbuch (auch als CardDAV)
- Kollaboration (Kommentare zu Dateien, Verschlagwortung)
- Aktivitätenanzeige
- Fotogalerie
- Musik- und Videowiedergabe
- Lesezeichenverwaltung
- Aufgabenplaner (To-do-Listen)
- Bearbeiten von Textdateien mit Unterstützung für Markdown
- E-Mail-Programm
- Auswerten von Geodaten im GPS Exchange Format
- Verwaltung von Kennwörtern (Passman-Integration)
- Erstellen von Diagrammen (u. a. Netzwerk, Ablaufdiagramme, Geschäftsprozesse, UML)
- Integration von Content-Management-Systemen (u. a. Pico-CMS)
- Blutdruckmessung
- Modul für VNCsafe
- E-Book-Reader
- Sensor-Messung
- Umfragen- und Terminplanungstool
- Mobiltelefon-Standortanzeige

### Enterprise Edition
Die ownCloud GmbH bietet eine proprietäre Enterprise Edition mit erweiterter Funktionalität und Support für den Einsatz in Unternehmen an. Der Funktionsumfang enthält unter anderem Integrationen für Branding, Windows-Network-Drives, Microsoft Sharepoint und Ende-zu-Ende-Verschlüsselung, einen Schutz vor Ransomware, Malware und Viren. Erweiterungen für das Klassifizieren von Dokumenten, SAML/OID und Single Sign-on, Funktionen für Auditing und Workflows, sowie die Integration von Microsofts Office 365 (sowohl komplett on-premise als auch in der Microsoft-Cloud) machen das Produkt zu einer Content Collaboration Platform.

## Versionsgeschichte ownCloud Infinite Scale
| Version            | Veröffentlichung  | Anmerkungen |
| ------------------ | ----------------- | --- |
| Infinite Scale 4.0 | 28. August 2023   | - Uploads über Keyboard-Shortcuts („Paste to Upload“) - Tags, Filter und Hervorhebung mit Kontext in der Volltextsuche - Cloud Importer für Migration von Dateien aus anderen Public Clouds - Einfacheres Linkhandling, File Control Bar und Drag and Drop auf Breadcrumb-Navigation                                                                           |
| Infinite Scale 3.0 | 12. Juni 2023     | - Antivirus mit ICAP (Internet Content Adaptation Protocol). Das ICAP-Interface überträgt das Scannen an einen separaten Dienst. - File Firewall: Administratoren können Dateiuploads verbieten, basierend auf Datei- und Inhalts-Mustern. - Tags, Volltextsuche, Vorlagen für Spaces, „Whistleblower“-Briefkasten - GDPR-Export - Barrierefrei gemäß WCAG 2.1 |
| Infinite Scale 2.0 | 30. November 2022 | - Neue Major Release, komplett in Go und Vue.js geschrieben, ohne Datenbank, mit Spaces für flexibles Dateisharing, entwickelt zusammen mit CERN. |

## Versionsgeschichte ownCloud 10
| 10.14.0 | 26. Februar 2024   | Unter anderem gab es folgende neue Features und Verbesserungen: - Fehlerbehebungen, wo Log Bedingungen den Uploads verhindern konnten, wo das Ablaufdatum von Shares in der Web-Oberfläche falsch war, wo die Vorschaugraphik von der letzten, statt der ersten Seite generiert wurde. - Das Menü „Dateien->Office“ funktioniert jetzt mit richdocuments 4.1.0. - Mehrere LDAP-Verbesserungen wurden bei Gruppen und Benutzern im Zusammenhang mit externen Speichern und beim Löschen von Attributen vorgenommen. - Die Geschwindigkeit bei der Handhabung von Versionsmetadaten ist gestiegen. - Die automatische Übersetzung von Google Chrome übersetzt Dateinamen nicht mehr. |  |
| 10.13.4 | 13. Dezember 2023  | Unter anderem gab es folgende neue Features und Verbesserungen: - Ein Bugfix bei öffentlichen und authentifizierter Zwei-Faktor-Authentifizierung (2FA). - Eine neue Funktion fordert Administratoren lizenzierter Instanzen auf, den IoC-Scanner auszuführen. Die Aufforderung erscheint im Administrationsmenü und nach einem Upgrade auf der Befehlszeile |  |
| 10.13.3 | 17. November 2023  | Unter anderem gab es folgende neue Features und Verbesserungen: - Behebung potenzieller Probleme mit dem PreviewCleanup-Job in PostgreSQL. - Der Pull-Request 41059 wurde aufgrund von Performanzproblemen bei großen Installationen zurückgenommen. - Benutzer können nur ihre eigenen Konfigurationen für externe Speicher löschen, und - Kommentare in config.apps.sample.php, die die Variablen für Kerberos und Windows-Netzlaufwerke beschreiben, sind aktualisiert und mit der Online-Dokumentation synchron. |  |
| 10.13.2 | 10. Oktober 2023   | - Diverse Bugfixes, beispielsweise Löschen aller Dateien aus dem Object Storage, wenn der zugehörige Account gelöscht wird. - Fehler in Darstellung der User-Page-Ansicht für Sub-Admins gefixt - Media Viewer App spielt jetzt auch HEIC- and HEIF-Datei-Formate - Updates für verschiedene PHP-Abhängigkeiten (phpseclib, symfony, ...) - Microsoft Office Online App updated to 1.8.1 |  |
| 10.13.1 | 6. September 2023  | - Icons für „Open in Web“ jetzt im Core integriert (reduziert Datenvolumen) - Verbesserungen beim Öffnen von Dateien im Webbrowser - Fix: Verbiete pre-signed URL-Zugriffe wenn der Schlüssel nicht initialisiert ist. - Updates an Apps für Graph API, Gäste, OAuth2. |  |
| 10.13.0 | 24. August 2023    | - Kerberos-Authentifizierung - Zweifaktorauthentiziferung mit TOTP erzwingbar - Symfony updated 4.4 -> 4.5 - iOS Anwender können Dateien direkt in Anwendung auf ownCloud Server öffnen |  |
| 10.12.1 | 18. April 2023     | - Berechtigungen bei Passworten auf Public Links gefixt, Storage-Probleme (507 Insufficient Storage) behoben, Quota für 32-Bit-Systeme, RewriteBase für .htaccess, Text Editor und Metrics App aktualisiert. |  |
| 10.12.0 | 13. März 2023      | - Neue minor Release, Bugfixes und zahlreiche neue Features, Support für PHP 7.3 verworfen, Workflow für persistente Dateiversionen, Login Policies, erweiterte Funktionen rund um Papierkorb, Mounts, Shares und Checksummenberechnung. |  |
| 10.11.0 | 20. September 2022 | - Neue minor Release, Bugfixes und zahlreiche neue Features, inkl. Berechtigungen für geteilte Links, Teilen mit mehreren Usern, Einladungen |  |
| 10.10.0 | 16. Mai 2022       | - Zahlreiche Bugfixes, Verbesserungen rund um Migration, Sitzungsmanagement und rund um Storages. |  |
| 10.9.1 | 13. Januar 2022    | - Bugfix Release (verschlüsselte Dateien, falsche Besitzrechte bei Shares, Autorenschaft mit falscher UiD) |  |
| 10.9.0 | 23. Dezember 2021  | - Schnellere Synchronisation bei Initialisierung - Mehr Kontrolle und Details bei File Locks, Versionskontrolle und öffentlich geteilten Dateien |  |
| 10.8.0 | 21. Juli 2021      | - neue Web-Oberfläche ist nun Teil des Pakets - neue Login-Oberfläche - verbessertes Caching für externe Speicher wie Windows Network Drives |  |
| 10.7.0 | 30. März 2021      | - Effizientere Speicherverwendung beim Verschlüsseln - Öffnen-mit-Dialog in der Weboberfläche - vereinfachte Oberfläche zum Taggen von Dateien und Ordnern in der Weboberfläche - Vorbereitungen für Workstream-Integrationen |  |
| 10.6.0 | 4. Januar 2021     | - Neues Frontend (vue.js) - Verbesserungen beim Teilen über mehrere Server (Federation), u. a. automatischer Ablauf auch für Daten auf Fremdserver - Verbesserungen bei der Einbindung externer Identity Provider (z. B. Kopano Konnect, Ping Federate) - Weitere Apps gebündelt (OpenID Connect App, the File Lifecycle Management App, Graph API) - „Brücken-Modus“ zur Vorbereitung auf die Migration auf das nächste Major Release OCIS (ownCloud Infinite Scale) |  |
| 10.5.0 | 3. August 2020     | Unter anderem gab es folgende neue Features und Verbesserungen: - Offizielle Unterstützung für PHP 7.4 - manuelles File Locking in der Web-Oberfläche - Verbesserter Hintergrundprozess für Metadaten föderierter Freigaben |  |
| 10.3.2 | 4. Dezember 2019   | |  |
| 10.4.0 | 5. März 2020       | |  |
| 10.3.0 | 15. Oktober 2019   | Unter anderem gab es folgende neue Features und Verbesserungen: - Offizielle Unterstützung für PHP 7.3 - Neuer Media-Player - Verbesserte Unterstützung für OAuth2-sessions |  |
| 10.2.1 | 3. Juli 2019       | |  |
| 10.2.0 | 16. Mai 2019       | Unter anderem gab es folgende neue Features und Verbesserungen: - SecureView - Verbesserte öffentliche Links - Speicherverschlüsselung mit HSMs |  |
| 10.1.0 | 7. Februar 2019    | Unter anderem gab es folgende neue Features und Verbesserungen: - Integration für Microsoft Office Online Server - File Locking - Semantische Versionierung - Erfüllung von openCloudMesh 1.0 |  |
| 10.0.10 | 18. September 2018 | Unter anderem gab es folgende neue Features und Verbesserungen: - Offizielle Unterstützung für PHP 7.2 - HTTP-API für Suche - Chunking für große Dateien aus der Weboberfläche - Ende-zu-Ende-Verschlüsselung - Einladungs-Mails für neue Nutzer |  |
| Legende:Ältere Version; nicht mehr unterstütztÄltere Version; noch unterstütztAktuelle VersionZukünftige Version |                    | |  |